# Jure uxoris
 (septembre 2024).

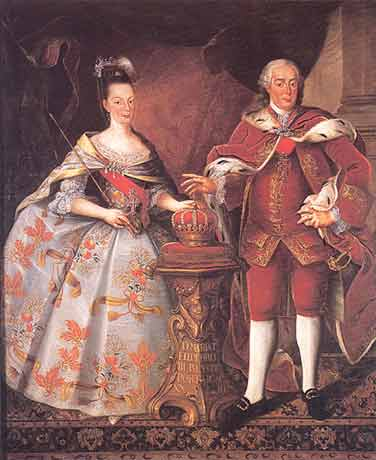
Pierre III, iure uxoris, roi du Portugal, avec son épouse Marie Ire, dont il était le mari et le suzerain nominal.

Jure uxoris est une expression latine qui signifie « par le droit de la femme ». Il est généralement employé lorsqu'on parle d'un titre utilisé par un homme en vertu des pouvoirs détenus par son épouse. Le droit de cette dernière est quant à lui dit suo jure (« de son propre droit »).
Un roi qui règne jure uxoris est considéré comme co-régnant avec son épouse et ne doit pas être confondu avec un prince consort, qui est juste l'époux de la reine.

## Exemples
- Dans le royaume de Jérusalem, les rois Foulques V d'Anjou, Guy de Lusignan, Conrad de Montferrat, Henri II de Champagne et Aimery II de Lusignan ont tous reçu leurs titres à la suite de leur mariage.
- Le roi de France Philippe IV le Bel est également devenu roi de Navarre à la suite de son mariage avec Jeanne Ire de Navarre.
- Louis de Tarente qui règne en tant que roi de Naples après son mariage avec Jeanne Ire de Naples.
- Antoine de Bourbon, duc de Vendôme de son propre droit, est roi de Navarre par sa femme Jeanne d'Albret.

### Sources anciennes
- (la) Samuel Stryk et Christoph Herrwieg, Disputatio inauguralis. De Jure uxoris in bona mariti, Hanovre, Försterus, 1699, 44 p. (lire en ligne).
- (la) Ludwig Friedrich Wilhelm Heinrich Gessner, De iure uxoris legati atque legatae, Halle, Schmidt, 1851 (lire en ligne).